# Apanteles chrysis
Apanteles chrysis är en stekelart som beskrevs av Nixon 1973. Apanteles chrysis ingår i släktet Apanteles och familjen bracksteklar. Inga underarter finns listade i Catalogue of Life.